# جیمیلیانو
جیمیلیانو (به ایتالیایی: Gimigliano) یک کومونه در ایتالیا است که در استان کاتانزارو واقع شده‌است. جیمیلیانو ۳۲٫۵ کیلومتر مربع مساحت و ۳٬۴۱۷ نفر جمعیت دارد و ۶۰۰ متر بالاتر از سطح دریا واقع شده‌است.